# Edna Krabappel
Edna Krabappel er en lærer i tv-serien The Simpsons, hvor hun underviser Bart og Lisa. Edna Krabappel blev lagt stemme til af Marcia Wallace, indtil hendes død i 2013. Hendes første optræden er i afsnittet Bart the Genius. Hun lod i et afsnit Bart bestå. 

## Ednas forelskelse
Edna Krabappel bliver i et afsnit (Grade School Confidential) forelsket i inspektøren Seymour Skinner til Martin Princes fødselsdag. De gemmer sig i legehuset og kysser, hvilket Bart ser og må holde hemmeligt. Desværre kan Edna og Seymour ikke mødes på deres arbejdsplads, så Bart kommer til at optræde som sendebud af deres følelser for hinanden. På et tidspunkt bliver de dog opdaget af børnene på skolen, mens de kysser i et kosteskab. Børnene tror de dyrker sex og fortæller det til deres forældre, som tager historien for sand. Der bliver oprør i byen på grund af det.
Edna har også været sammen med Comic Book Guy, hvor de havde sex sammen, og en jaloux Seymour Skinner prøvede at skille dem ad, som endte i at ingen fik Edna.